# Центральний (бахш, шагрестан Сіяхкаль)
Центральний (перс. مرکزی) — бахш в Ірані, в шагрестані Сіяхкаль остану Ґілян. За даними перепису 2006 року, його населення становило 34270 осіб, які проживали у складі 9546 сімей.

## Дегестани
До складу бахша входять такі дегестани:
- Малфеджан
- Тутакі
- Хараруд